# Launchpad (プロジェクト管理システム)
Launchpad（ランチパッド、ローンチパッド）はソフトウェア開発、特にオープンソースソフトウェアの開発の為のウェブアプリケーション及びウェブサイトである。Launchpadはカノニカルにより開発・管理されている。

## コンポーネント
Launchpadには幾つかの部分で構成されている。
- Code: Bazaarバージョン管理システムを使ったソースコードホスティング
- Bugs: 複数の環境（例えばUbuntuパッケージ、アップストリーム、他の場所にあるバグトラッカー）でトラックされたバグを許容するバグトラッカー
- Blueprints: 仕様と新機能をトラックするシステム
- Translations: 異なった自然言語にアプリケーションをローカライズするサイト
- Answers: コミュニティサポートサイトと知識ベース

重要だが他より目立たないコンポーネントとしてSoyuz（Launchpadにおけるディストリビューション管理部分）がある。Launchpadは現在主にオペレーティングシステムの一つであるUbuntuの開発に使われている。LaunchpadはフリーでオープンソースなZope 3のアプリケーションサーバを用いている。

## コラボレーションツール
- Trac/Launchpad Plugin
- The Bugzilla Launchpad Plugin
- Launchpad login module for Drupal
- Teams module for Drupal
- Bazaar Plugin for Eclipse [1]
- Firefox Launchpad Plugin

## ユーザー
カノニカル自身がUbuntuやBazaarを含む幾つかの開発プロジェクトにLaunchpadを使っており、Launchpadの開発自体もLaunchpad内で管理されている。
他に開発を管理するために様々な点でLaunchpadを使用する有名なプロジェクトとして以下がある:
- Bazaar
- Drizzle
- GNOME Do
- Inkscape（バグトラッキング）[2]
- MySQL（コードホスティング）[3]
- OpenStack
- Upstart
- WordPress
- Zope 3（バグトラッキング）[4]

## 批評
Launchpadは当初、その目的にもかかわらずGNU GPLのような自由ソフトウェアライセンスの下で公開されてはおらず、その事はJem Reportや他の自由ソフトウェアコミュニティのメンバーによって批判された。Launchpad開発者はLaunchpadをやがて自由ソフトウェアライセンスの下で公開することを目指すが、もしかしたらそれには何年もかかることになるかもしれないと述べた。2007年7月9日、カノニカルは最初にLaunchpadのコンポーネントの一つである "Storm" を自由ソフトウェアライセンスの下で公開した。
創設者であるMark Shuttleworthはこの批判に対しLaunchpadは雇ったプログラマがLaunchpad環境の開発を続ける必要があり、フォーク物にありがちな非互換性のために複数バージョンを開発する意味はないだろうと返答した。しかし、オープンソース活動の何人かのメンバーはまだ不満なままであった。2008年7月22日、Mark ShuttleworthはOSCONで全てのソースコードを12カ月以内にリリースするつもりであると発表した。UDS Jauntyで、リリースが2009年7月21日にあるだろうとアナウンスされ、GNU Affero GPL v3にてリリースが行われている。
オープンAPIは現在ベータテスト段階であり、ウェブサイトと相互に作用するプログラム作成を可能にするだろう。オープンAPIの公開要求はスクリーンスクレイピングに頼りLaunchpadからデータを取得するLeonovのようなプロジェクトによって促進された。

## 参照
1. ↑  “Launchpad plugin for Eclipse - using the Launchpad API” (2008年11月14日). 2008年12月10日閲覧。
2. ↑  “Inkscape moving to Launchpad!” (2007年11月21日). 2008年9月9日閲覧。
3. ↑  Arnö, Kaj (2008年6月19日). “Verson Control: Thanks, BitKeeper - Welcome, Bazaar”. 2008年6月19日閲覧。
4. ↑  Canonical Ltd. (2 April 2007). "Launchpad 1.0 Beta Released" (Press release). 2008年6月20日閲覧。
5. ↑   “Launchpad Frequently Asked Questions”. Canonical. (2006年8月5日)
6. ↑  “Canonical Releases Storm as Open Source” (2007年7月10日). 2008年12月3日閲覧。
7. ↑  “Launchpad should be free software (free as in freedom)” (2007年4月18日). 2008年12月3日閲覧。
8. ↑  “Ubuntu is built with proprietary software” (2007年7月10日). 2008年12月3日閲覧。
9. ↑  “Launchpad Source-Code Within 12 Months” (2008年7月22日). 2008年12月3日閲覧。
10. ↑  Youtube - UDS Jaunty - Graham Binns
11. ↑  Launchpad Blog - Launchpad is now open source.